# Titularbistum Thelepte
Thelepte (ital.: Telepte) ist ein Titularbistum der römisch-katholischen Kirche.
Es geht zurück auf einen untergegangenen Bischofssitz in der gleichnamigen antiken Stadt, die in der römischen Provinz Byzacena (Sahelregion Tunesiens) lag.
| Titularbischöfe von Thelepte |                                                     |                                                            |                    |                   |
| Nr.                          | Name                                                | Amt                                                        | von                | bis               |
| 1                            | Giuseppe Barlotta y Ferro                           |                                                            | 11. August 1726    | 11. Mai 1764      |
| 2                            | Simon Petrus a Santa Catharina                      |                                                            | 20. September 1779 |                   |
| 3                            | Johann Baptist von Anzer SVD                        | Apostolischer Vikar von Southern Shantung (China)          | 4. Januar 1886     | 24. November 1903 |
| 4                            | Hyacinthe-Joseph Jalabert CSSp                      | Apostolischer Vikar von Senegambia und Präfekt von Senegal | 13. Februar 1909   | 12. Januar 1920   |
| 5                            | Louis-Marie Raucaz SM                               | Apostolischer Vikar der Salomon-Inseln                     | 13. Juli 1920      | 22. Juli 1934     |
| 6                            | Juan Antón de la Fuente                             | emeritierter Bischof von Teruel y Albarracín (Spanien)     | 3. November 1934   | 21. Januar 1936   |
| 7                            | Paul Joseph Biéchy CSSp                             | Apostolischer Vikar von Brazzaville (Republik Kongo)       | 27. Januar 1936    | 8. Juli 1960      |
| 8                            | Jean-Julien-Robert Mouisset                         | Koadjutorbischof von Nizza (Frankreich)                    | 5. August 1962     | 24. April 1963    |
| 9                            | José de Jesús Tirado Pedraza                        | Weihbischof in Morelia (Mexiko)                            | 21. Mai 1963       | 1. April 1965     |
| 10                           | Manuel Franco da Costa de Oliveira Falcão           | Weihbischof in Lissabon (Portugal)                         | 6. Dezember 1966   | 8. September 1980 |
| 11                           | Paulo Lopes de Faria                                | Weihbischof in Niterói (Brasilien)                         | 7. November 1980   | 16. Dezember 1983 |
| 12                           | Geraldo Lyrio Rocha                                 | Weihbischof in Vitória (Brasilien)                         | 14. März 1984      | 23. April 1990    |
| 13                           | Jean-Louis Tauran                                   | Kurienerzbischof                                           | 1. Dezember 1990   | 21. Oktober 2003  |
| 14                           | Velasio De Paolis CS Titularerzbischof pro hac vice | Kurienerzbischof                                           | 30. Dezember 2003  | 20. November 2010 |
| 15                           | Edgar Peña Parra Titularerzbischof pro hac vice     | Apostolischer Nuntius, seit 2018 Kurienerzbischof          | 8. Januar 2011     |                   |